# Wachter (Namibia)
Der Wachter ist ein Berg in Namibia mit einer Höhe von 2120 m. Der Berg liegt in den Erosbergen rund 5 km östlich von Brakwater bei Windhoek.